# Bot (powieść)
„Bot” (z ukraińskiego Бот) – pierwszy technothriller ukraińskiego pisarza i podróźnika Maksyma Kidruka, pełna akcji powieść łącząca nowoczesne technologie i psychologię człowieka. Wydarzenia odbywające się w książce są wymyślone, natomiast miejsca, technika, obiekty przyrody, broń, niektóre cechy fizjologiczne żywych organizmów itp. – są całkiem realne.

## Fabuła

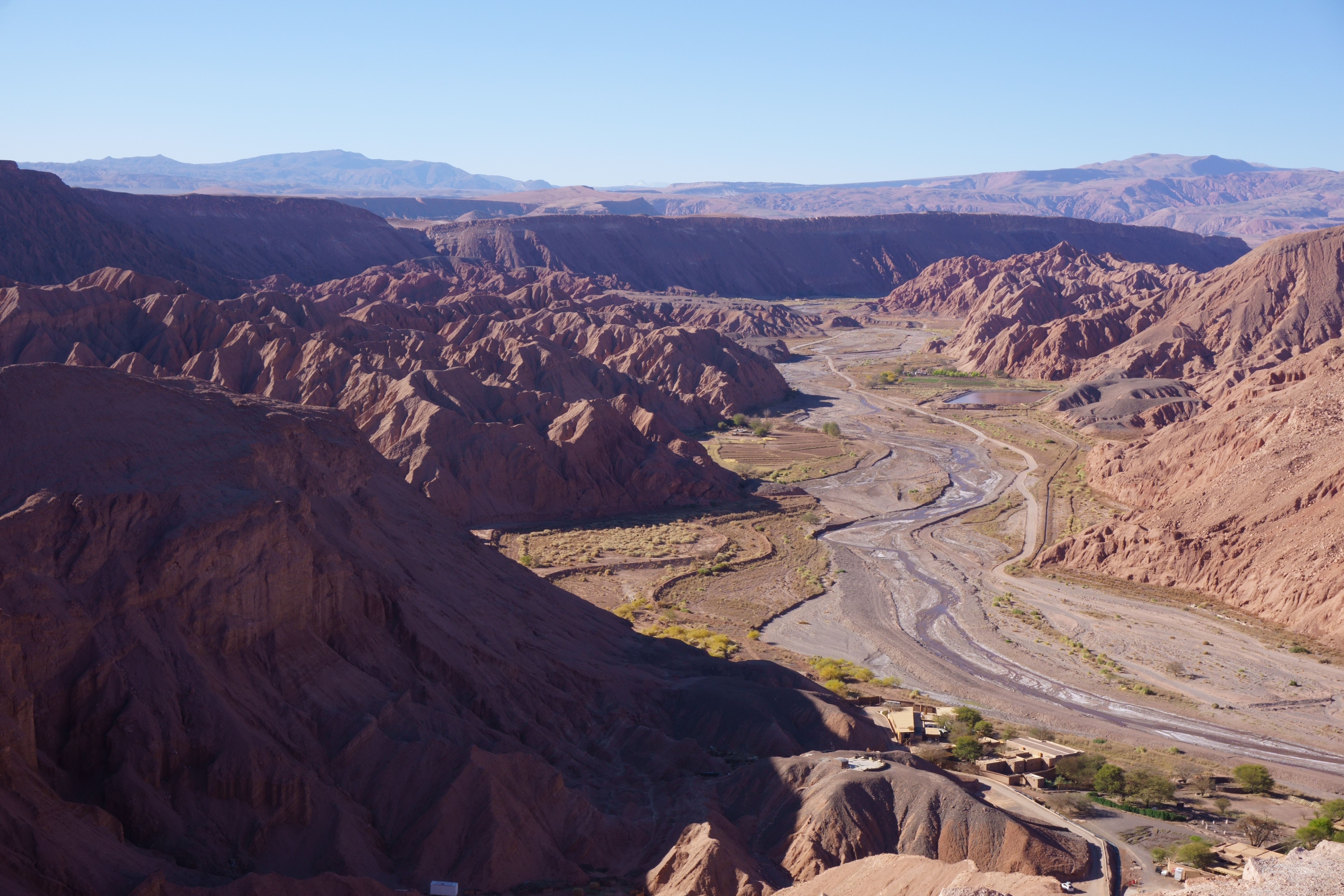
San Pedro de Atacama

Głównym bohaterem książki jest młody ukraiński programista z Kijowa Tymur Korszak, który tworzy i implementuje boty do gier komputerowych i żyje spokojnym życiem, mając narzeczoną. Pewnego dnia dostaje wiadomość od byłego tajemniczego klienta z Ameryki Południowej, że wystąpiły jakieś problemy z kodem, który Tymur jemu sprzedał parę lat temu i że on pilnie musi je naprawić, za co dostanie wielkie pieniądze. Żeby naprawić te problemy Tymur musi pojechać do laboratorium znajdującego się w pustyni Atacama. Ukrainiec jest zdezorientowany, ponieważ wszystkie te problemy można rozwiązać zdalnie, a ślub jest prawie na nosie. Jednak duże pieniądze oferowane przez klienta robią swoje. Tymur wyrusza do Atacamy (Chile) i tam udaje się do odległego laboratorium, gdzie staje się jednym z członków Międzynarodowej Grupy Naukowej. Laboratorium jest pilnie strzeżony, otacza go ogrodzenie pod napięciem. Działająca tam ekipa naukowców pod kierownictwem nanotechnologa Keitaro Roka, stworzyła istoty do złudzenia przypominające 12-letnich chłopców, zdolne wytrzymać ekstremalne warunki eksploatowania. Botów-chłopców cały czas poddają różnorodnym badaniom i testom, ale przed kilkunastoma dniami dość duża grupa botów ucieka czym bardzo przestraszyła naukowców, ponieważ sprzyczyniło to zagrożenie bezpieczeństwa dla miejscowej ludności, a także pracowników laboratorium. Za zadanie o sprowadzenie botów z powrotem bierze się Tymur, ale nie jest to takie proste, ponieważ boty, które musi powstrzymać, to nanoroboty, które wymknęły się spod kontroli i zamiast obiecanych tysięcy dolarów wynagrodzenia za prace programista dostaje tylko śmiertelne niebezpieczne przygody.

## Inne
Do napisania „Bota” Kidruka zainspirowali książki Michaela Crichtona, który pierwszy coś napisał w gatunku techno-thrillera. Podczas pracy nad powieścią autora konsultowali doktorze nauk z chemii, fizjologa i psychiatry. W rzeczywistości istnieją wszystkie technologie opisane w powieści, aby je wszystkie rozpisać, pisarz opracował około stu artykułów naukowych dotyczących nanotechnologii, mikrobiologii i ludzkiego mózgu. Realizmu książce dodają autorskie Zdjęcia tej pustyni wykonane w 2009 roku, a także schematy, mapy terenu, w którym odbywają się główne wydarzenia, oraz rysunki 3D, które nie tylko ilustrują tekst, ale są częścią fabuły.
Autor nie zaleca czytania książki osobom, które nie ukończyły 16 lat, ponieważ książka jest nieco ciężka psychologicznie.

## Nagrody
Za powieść „Bot” na „Koronacji słowa 2012” Max Kidruk otrzymał specjalną nagrodę „Za najlepszy utwór na temat wędrówek i podróży”.